# Tatort: Spielverderber (1987)
Spielverderber (Arbeitstitel: Backgammon) ist ein Fernsehfilm aus der Fernseh-Kriminalreihe Tatort der ARD und des ORF. Der Film wurde vom WDR produziert und am 8. Juni 1987 erstmals gesendet. Es ist die 194. Folge der Tatort-Reihe und der 15. Fall für die Kriminalhauptkommissare Horst Schimanski (Götz George) und Christian Thanner (Eberhard Feik). Anlässlich des 40. Sendejubiläums des Duisburger Tatorts strahlte der WDR am 28. Dezember 2021 eine in HD abgetastete und digital restaurierte Folge aus.

## Handlung
Die Edelprostituierte Uschi, genannt die Gräfin, die für den Luden Toni gearbeitet hat, wird ermordet. In der Nähe des Fundorts der Leiche befindet sich der Unterschlupf des Milieukenners Mottenpaule. Als Schimanski ihn aufsucht, bekommt er den Hinweis, dass das Opfer ein Geheimnis eines Freiers zu Geld machen wollte und dass Toni neuerdings einen teuren Nachtclub besitzt. Schimanski konfrontiert Toni mit dem Tod Uschis, aber der gibt sich überrascht.
Auf dem Revier erfährt Schimanski von seinem Kollegen Thanner, dass sich auf dem Anrufbeantworter der Toten ein Herr Grüber gemeldet hat; dieser lässt sich schnell dank Hänschens Hilfe ermitteln. Es handelt sich um einen Import-Export-Geschäftsmann. Sowohl bei Grüber als auch bei Toni läuft Schimanski ein älterer Herr über den Weg. Der Mann erweist sich als BKA-Beamter namens Tumler, der ebenfalls ein Interesse an den Geschäften von Grüber zu haben scheint. Schimanski will sich mit Mottenpaule treffen, um mehr zu erfahren, findet ihn jedoch tot auf. Toni wird beschuldigt, sich mit Hilfe seines Kompagnons Geibel aus der Affäre ziehen zu wollen. Als Toni verschwindet, bekommt Schimanski von Geibel, der vorgibt, Toni ausbooten zu wollen, einen Tipp, wo dieser zu finden sei.
Schimanski spürt Toni in einem verlassenen Werksgebäude auf und nimmt ihn fest. Die Waffe, die Schimanski bei ihm findet, erweist sich als Tatwaffe. Toni bleibt stur bei der Vernehmung, und Thanner beschattet Grüber, der nach Genf fliegt. Auf dem Flughafen trifft Grüber mit Tumler zusammen. Schimanski besucht Tumler daraufhin in seiner komfortabel ausgestatteten Wohnung und langsam entwickelt sich eine gegenseitige Sympathie. In einer Nachtbar bekommt Schimanski einen Tipp von seiner Freundin Jenny, dass einige Männer planen, ein Munitionsdepot der Bundeswehr zu überfallen. Als Schimanski und Thanner Geibel in Tonis Nachtclub aufsuchen wollen, finden sie ihn tot auf der Tanzfläche. Zu ihrer großen Überraschung entpuppt sich der Tote als der LKA-Beamte Stadelmaier, der für Tumler gearbeitet hat.
Bei einer härteren Vernehmung Tonis wird dieser weich und gibt zu, für Grüber die Drecksarbeit, somit auch den Mord, erledigt zu haben. Für Thanner wird Tumler immer zwielichtiger, da er offensichtlich versucht, Grüber zu schützen. Schimanski, Thanner und Hänschen beobachten am Munitionsdepot, wie vier maskierte Männer dort eindringen und einen Lkw mit Waffen stehlen. Bei der Flucht kann Schimanski einen der Täter überwältigen und mit dessen Taxi dem Lkw zu einem Schrottplatz folgen. Wenig später trifft auch Grüber dort ein, um seine Männer zu bezahlen, wird aber von Schimanski und seinen Kollegen gestellt.
Zurück auf dem Revier wird Schimanski von Kriminaloberrat Königsberg ein Ersuchen des BKA präsentiert, Grüber freizulassen. Eine nähere Überprüfung ergibt allerdings, dass Tumler ohne Wissen seiner Vorgesetzten dieses Dokument veranlasst hat. Als sie ihn in seiner Wohnung aufsuchen, finden sie viel Bargeld und die Tatwaffe, mit der Mottenpaule und Stadelmaier ermordet worden sind. Tumler erzählt ihnen, dass er sich in einer misslichen Situation befinde, da sein querschnittgelähmter Sohn eine teure Operation benötige. Daraus leitete er das Recht ab, sich einmal bestechen zu lassen.
Zum Schluss bedankt sich Schimanski mit einem riesigen Blumenstrauß bei Jenny für ihre Hilfe.

## Hintergrund
- Tears of Ice ist der Titelsong dieser Tatortfolge; interpretiert wurde er von  Bolland & Bolland.[2]
- Schauspieler Lutz Reichert spielte später den speziellen Kriminalbeamten Meier 2 in den Stoever/Brockmöller-Tatorten.

Gedreht wurde in Duisburg, am Flughafen Düsseldorf und in den Bavaria Filmstudios Geiselgasteig in München. Die Bar Jenny's Place, in der sich Schimanski mit Jenny traf, war in der Tat Jenny's Place, eine Jazzbar in Schwabing, die von 1985 bis 1989 existierte und Jennys Darstellerin Jenny Evans gehörte. Sie trug auch das von ihr getextete Lied Jenny's Place vor, das 1993 auf der CD Girl Talk: Live at the Allotria wiederveröffentlicht wurde. Der sie begleitende Pianist war Edgar Wilson.

### Quote und DVD
Diese Tatort-Folge wurde bei ihrer Erstausstrahlung am 8. Juni 1987 von 17,65 Mio. Zuschauern gesehen, was einem Marktanteil von 44,00 % entsprach.
Der 15. Fall von Schimanski und Thanner Spielverderber ist zusammen mit den Folgen Gebrochene Blüten und Zweierlei Blut auf der DVD Tatort: Schimanski-Box, Vol. 2 (3 DVDs – 267 Minuten) von Touchstone zu finden. Enthalten ist er auch auf der Tatort Schimanski-Komplettbox Teil 2 mit den letzten 13 Fällen (außer Zahn um Zahn und Zabou) von Spielverderber bis Der Fall Schimanski, erschienen bei Walt Disney Studios Home Entertainment, Laufzeit 1.152 Minuten.

## Kritik
- prisma führte aus: „Krimi-Spezialist Pete Ariel inszenierte nach dem Buch des ‚Tatort‘-erfahrenen Autoren-Duos Felix Huby und Hartmut Grund (Zahn um Zahn, Produzent von Zweierlei Blut) diesen spannenden Duisburger Fall, den er im Milieu der Rotlichtwelt und des Waffenhandels ansiedelte.“[6]